# Borja Oubiña

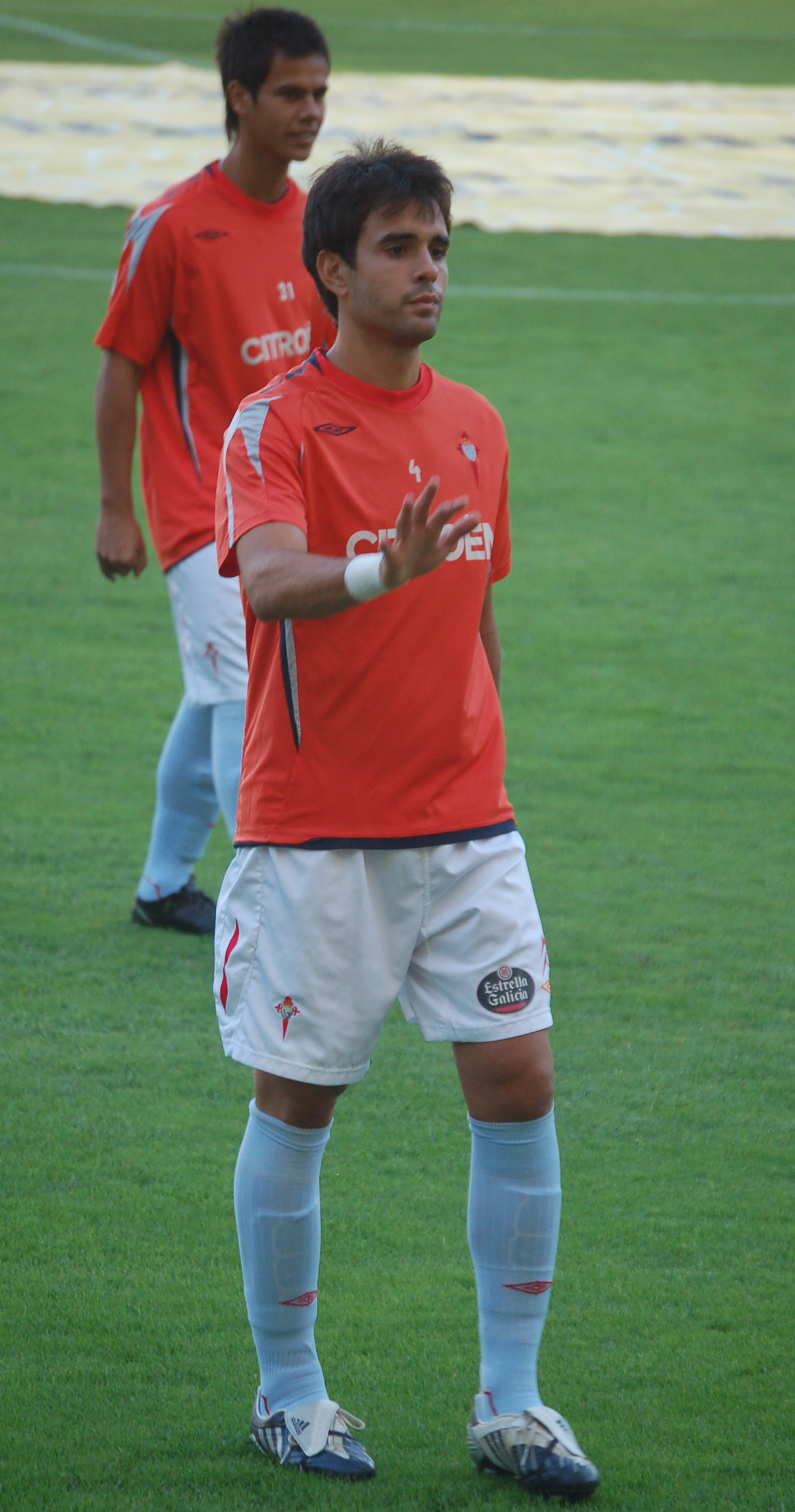

Borja Oubiña Meléndez (Vigo, 17 mei 1982) is een Spaans voormalig profvoetballer die bij voorkeur als middenvelder speelde. Hij debuteerde in 2004 in de hoofdmacht van Celta de Vigo, waar hij tot aan het einde van zijn loopbaan in 2015 onder contract bleef staan. In 2006 speelde hij twee interlands in het Spaans voetbalelftal.

## Clubvoetbal
Oubiña speelde vrijwel zijn hele leven bij Celta de Vigo, eerst in de jeugdopleiding en later in het eerste elftal. De middenvelder debuteerde in het seizoen 2003/2004 in de Primera División. Zijn Europese debuut volgde in februari 2004 in de achtste finales van de UEFA Champions League tegen Arsenal FC. Na degradatie van Celta de Vigo in 2004 werd Oubiña een vaste waarde en hij was een van de dragende spelers bij de Galicische club in het seizoen 2005/2006, waarin Celta de Vigo als promovendus zich wist te plaatsen voor Europese voetbal in de vorm van het UEFA Cup-toernooi. Nadat de club in 2007 opnieuw degradeerde, vertrok Oubiña op huurbasis naar Birmingham City FC, maar keerde ruim vijf maanden later vervroegd terug. Oubiña promoveerde in 2012 voor de tweede keer in zijn carrière met Celta naar de Primera División. Na meer dan 200 wedstrijden voor de club, bleef hij gedurende heel het seizoen 2014/15 geblesseerd aan de kant.  In mei 2015 maakte hij bekend te stoppen met betaald voetbal.

## Nationaal elftal
Oubiña speelde twee interlands voor het Spaans nationaal elftal. Zijn goede spel in het seizoen 2005/2006 leverde hem een plaats op in de Spaanse voorselectie voor het WK 2006. Uiteindelijk was de middenvelder een van de afvallers, maar op 2 september 2006 maakte hij tegen Liechstenstein alsnog zijn debuut. Op 15 november 2006 speelde Oubiña tegen Roemenië zijn tweede interland.